# Канелени горски почви
Канелените горски почви са най-големият по заемана площ почвен тип в България. Разположени са в Южна България; към низините и котловинните полета граничат със смолниците, а към предпланините – с псевдоподзолистите почви.
Образувани са в условията на преходноконтинентален климат, върху различни скали и под влияние главно на широколистни гори. В граничните райони със смолниците се чувства влиянието на тревистата растителност.
Канелените горски почви се делят на: типични и излужени.

## Типични канелени горски почви
В България заемат 2 млн. дка площ, по-скоро на петна и са разпространени в Чирпанско, около Средна гора, Петричко и около Сандански. Приема се, че нямат голямо стопанско значение.

## Излужени канелени горски почви
- Имат рязка диференциация между хумусния и илувиалния хоризонти. Хумусният е с мощност 25 – 40 см, има канелен цвят и сбит до плътен строеж. Илувиалният хоризонт е мощен (до 70 – 80 см), глинест, уплътнен, червеникаво-кафяв.
- Карбонатите са измити на дълбочина 80 – 100 см и реакцията на почвата е слабо кисела. Съдържанието на хумус в орницата е около 2 % и почвите са добре запасени с азот и калий и средно с фосфор.
- Физичните свойства на тези почви са неблагоприятни – слаба водопропускливост, при навлажняване набъбват, а при изсъхване се спичат, при обработка се къртят на твърди буци. Естественото им плодородие е слабо, но могат да се получават задоволителни добиви при добра агротехника. Тези почви са подходящи за отглеждане на полски култури, лозя, тютюн и трайни насаждения.

## Мерки за съхранение на почвеното плодородие
- Борба с ерозията на наклонените терени чрез противоерозионни сеитбообращения, засяване предимно на култури със слята повърхност и безобръщателна оран;
- Удълбочаване на орния пласт за подобряване на водно-физичните свойства на почвата;
- Редовно органо-минерално торене;
- За подобряване на физичните свойства и на почвената реакция – внасяне на инертни вещества при необходимост, а също така варуване.